# Ougtved
Ougtved er en bebyggelse i Sæby Sogn i Kalundborg Kommune, tidligere Høng Kommune. 
Navnet Ougtved (Ovtved) stammer tilbage fra 1100-tallet, hvor de fleste byer blev navngivet med endelsen tved, som rydning, Ougtved (ov-tved) : Oves tved, altså Oves rydning.[kilde mangler]
|  | Denne artikel om lokaliteten Ougtved kan blive bedre, hvis der indsættes et (bedre) billede. Du kan hjælpe ved at afsøge Wikimedia Commons for et passende billede eller lægge et op på Wikimedia Commons med en af de tilladte licenser og indsætte det i artiklen. |

55°33′18.17″N 11°21′7.08″Ø / 55.5550472°N 11.3519667°Ø